# 즈볼렌구

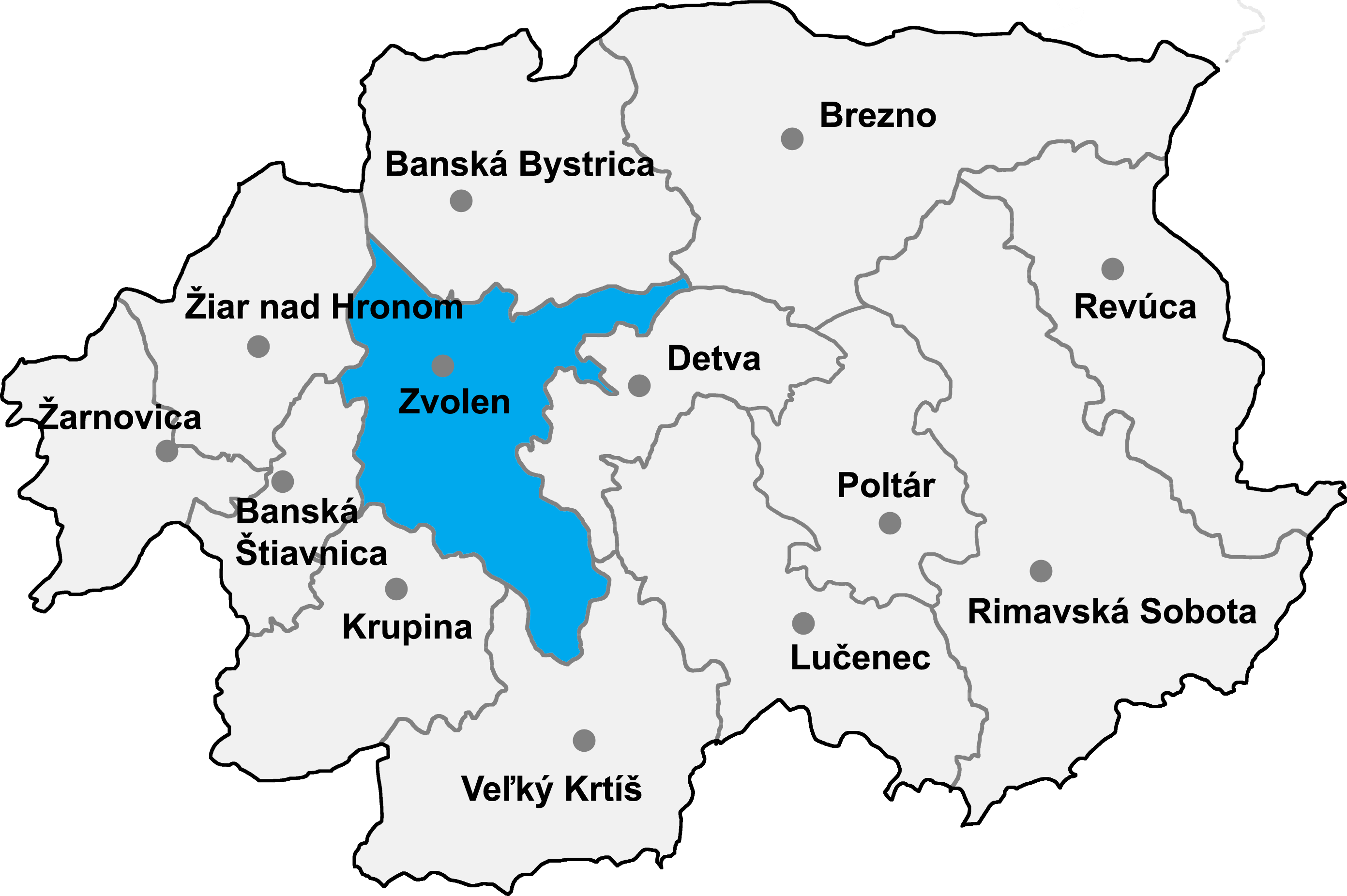
즈볼렌구의 위치

즈볼렌구(슬로바키아어: Okres Zvolen)는 슬로바키아 반스카비스트리차주를 구성하는 13개 구 가운데 하나로 행정 중심지는 즈볼렌이며 면적은 759.04km2, 인구는 69,009명(2014년 기준), 인구 밀도는 90.02명/km2이다.
반스카비스트리차주 중부에 위치하며 26개 지방 자치체(2개 시, 24개 마을)를 관할한다. 서쪽으로는 반스카슈티아브니차구, 북서쪽으로는 지아르나트흐로놈구, 북쪽으로는 반스카비스트리차구, 북동쪽으로는 브레즈노구, 동쪽으로는 데트바구, 남쪽으로는 벨키크르티시구, 남서쪽으로는 크루피나구와 접한다.